# A Flor do Meu Segredo
A Flor do Meu Segredo (em castelhano:  Flor de mi secreto) é um filme franco-espanhol de 1995 dirigido por Pedro Almodóvar.

## Sinopse
Leo é uma escritora presa a um contrato editorial que a obriga a escrever romances cor-de-rosa, que destoam de suas pretensões literárias e de sua vida particular. Com seu casamento em ruínas, ela se sente incapaz de continuar a produzir esse tipo de livro.

## Elenco
- Marisa Paredes .... Leo Macías
- Juan Echanove .... Ángel
- Carmen Elias .... Betty
- Imanol Arias .... Paco
- Rossy de Palma .... Rosa
- Chus Lampreave .... Jacinta
- Kiti Manver .... Manuela
- Gloria Muñoz .... Editora